# Crawford (Texas)
Crawford es un pueblo ubicado en el condado de McLennan en el estado estadounidense de Texas. En el Censo de 2010 tenía una población de 717 habitantes y una densidad poblacional de 295,76 personas por km².

## Geografía
Crawford se encuentra ubicado en las coordenadas 31°32′16″N 97°26′34″O / 31.53778, -97.44278. Según la Oficina del Censo de los Estados Unidos, Crawford tiene una superficie total de 2.42 km², de la cual 2.42 km² corresponden a tierra firme y (0%) 0 km² es agua.

## Demografía
Según el censo de 2010, había 717 personas residiendo en Crawford. La densidad de población era de 295,76 hab./km². De los 717 habitantes, Crawford estaba compuesto por el 90.52% blancos, el 4.32% eran afroamericanos, el 0.42% eran amerindios, el 0% eran asiáticos, el 0% eran isleños del Pacífico, el 2.37% eran de otras razas y el 2.37% pertenecían a dos o más razas. Del total de la población el 7.95% eran hispanos o latinos de cualquier raza.